# Betty Lou Gerson
Betty Lou Gerson (20 de abril de 1914-12 de enero de 1999) fue una actriz estadounidense de cine, televisión y de voz. Aportó la voz de la villana Cruella de Vil en la película animada de Disney 101 dálmatas (1961).

## Carrera

### Primeros años
Gerson nació en Chattanooga, Tennessee, pero fue criada en Birmingham, Alabama, donde su padre fue ejecutivo en una compañía de aceros. Era judía. Recibió educación en instituciones privadas de Birmingham y Miami, Florida. A los 16 años, Gerson se trasladó con su familia a Chicago, Illinois donde empezó a aportar su voz en el programa radial The First Nighter Program. Luego se trasladó a la ciudad de Nueva York.

### Radio y televisión
Empezó a trabajar en radionovelas en 1935, rubro en el que ganó notoriedad. Se mudó a Los Ángeles en la década de 1940, donde trabajó en dramas radiales como The Whistler, I Love Adventure, Mr. President, Crime Classics, Escape y Yours Truly, Johnny Dollar.
Fue la narradora de la película La Cenicienta de Walt Disney en 1950. 11 años después se encargó de aportar la voz de la villana Cruella de Vil en la película animada 101 dálmatas, también de Disney. Sus pocas actuaciones en cine incluyen películas como La mosca (1958), The Miracle on the Hills (1959) y Mary Poppins (1964). En televisión realizó pequeños papeles en las series Perry Mason, The Twilight Zone (serie de televisión de 1959)The Twilight Zone, The Dick Van Dyke Show, Hazel y The Rifleman.

### Retiro
Gerson se retiró de la actividad en 1966. Regresó brevemente en 1997 como actriz de voz en la película Cats Don't Dance. El 12 de enero de 1999 murió a causa de un accidente cerebrovascular a los 84 años. Sus restos fueron cremados y sus cenizas esparcidas en el mar.

## Filmografía
- The Red Menace (1949)
- La Cenicienta (voz) (1950)
- Undercover Girl (1950)
- An Annapolis Story (1955)
- The Walter Winchell File (1957)
- The Green-Eyed Blonde (1957)
- The Fly (1958)
- The Miracle of the Hills (1959)
- 101 dálmatas (voz) (1961)
- Mary Poppins (1964)
- Cats Don't Dance (1997)